# Johan Aliouat

a Compétitions nationales et continentales officielles uniquement.

b Matchs officiels uniquement.
Dernière mise à jour le 1 mai 2025.
Johan Aliouat (en arabe : جوهان عليوات), né le 22 janvier 1993 à Istres, est un joueur international algérien de rugby à XV jouant au poste de deuxième ligne.

## Biographie

### Carrière en club

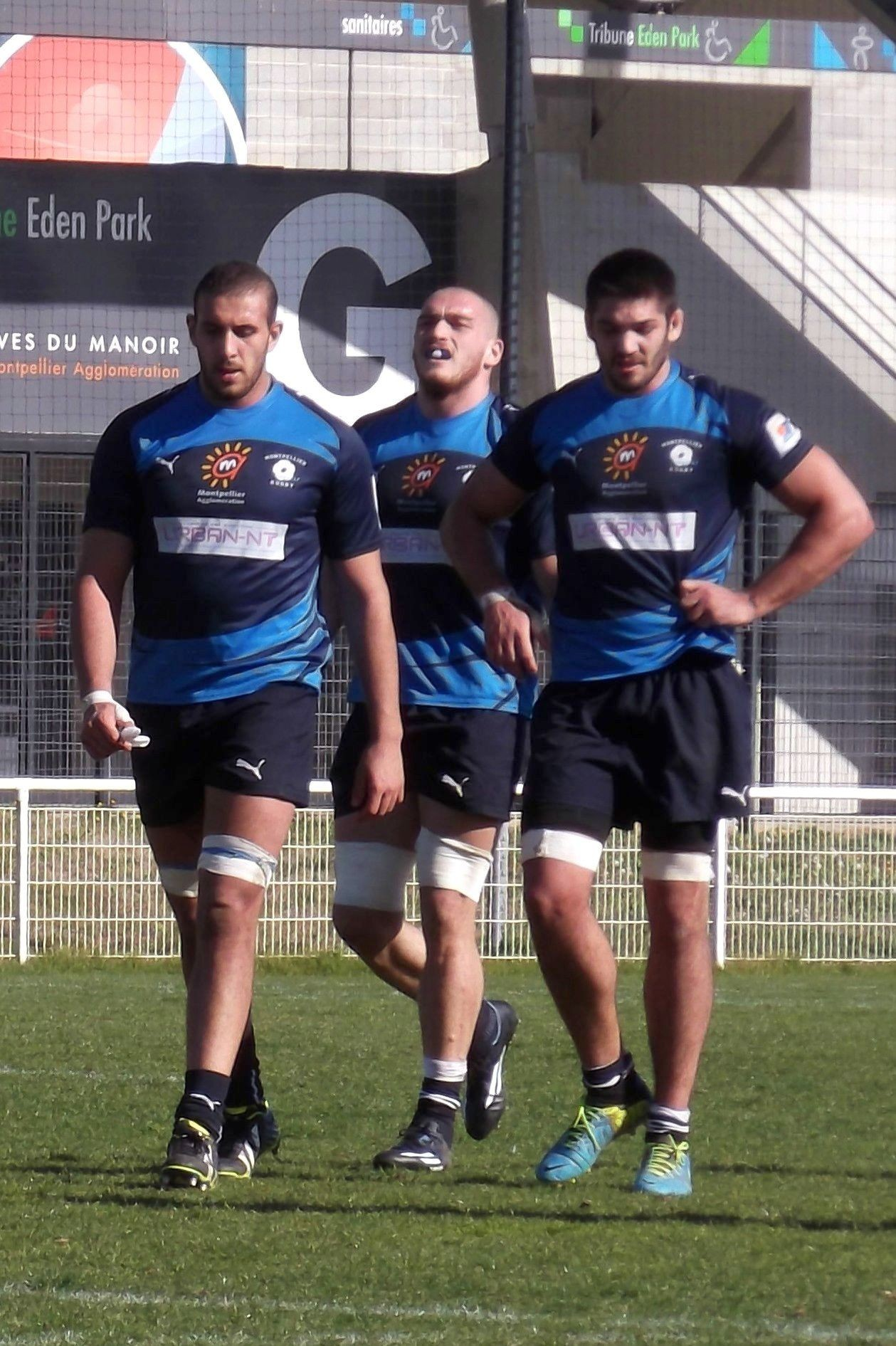
Johan Aliouat, Lasha Lomidze et Kevin Gimeno, en 2014, avec les Espoirs du Montpellier HR.

Johan Aliouat né le 22 janvier 1993 à Istres. C'est là qu'il s'initie au rugby. Puis, après un passage à Aix-en-Provence et Toulon, il intègre le centre de formation du Montpellier Hérault rugby à l'âge de dix-neuf ans,. Après avoir joué avec l'équipe espoir du club, avec qui il remporte le titre de champion de France en mai 2013, il dispute son premier match en Top 14 avec les montpelliérains le 27 septembre 2013 contre le Stade français Paris.
En manque de temps de jeu dans le club héraultais, il est prêté à l'US Carcassonne en novembre 2015,. Au sein de l'effectif jaune et noir, il montre des qualités physiques et techniques qu'ils le rendent rapidement indispensable. Sous le maillot audois, il dispute seize matches de Pro D2 dont quinze comme titulaire, et inscrit un essai face à Mont-de-Marsan.
Le 28 avril 2016, il signe son premier contra professionnel d'une durée de deux ans avec l'Union Bordeaux Bègles, en Top 14,. Le 17 septembre 2016, lors du match face à l'ASM Clermont, Johan Aliouat, s’est grièvement blessé au genou (rupture des ligaments croisés du genou) pour son premier match en tant que titulaire sous le maillot de l’UBB et sa saison est terminée. Dix mois après la blessure, il reprend avec les Espoirs, puis en Coupe d'Europe, et retrouve le Top 14 après un an d'attente. C'est une période très longue, très dure mentalement. Après dix matchs dont trois titularisations en Top 14 depuis son arrivée en Gironde en 2016, Johan Aliouat quitte le club. 
En 2018, il signe au Biarritz olympique en Pro D2,. En septembre 2021, il se blesse gravement à l'épaule droite face au Stade rochelais, et doit subir une opération avec une indisponibilité de quatre à cinq mois,. En décembre 2021, il prolonge son contrat jusqu'en 2025.

### Carrière internationale
Johan Aliouat a connu onze sélections en équipe de France des moins de 20 ans de 2011 à 2013. Il participe notamment à deux Tournoi des Six Nations et deux coupes du monde de la catégorie d'âge,.
Il est appelé pour la première fois en sélection algérienne à l'intersaison 2022 afin de disputer la phase finale de la Coupe d'Afrique, faisant office de tournoi qualificatif de la zone Afrique pour la Coupe du monde 2023.
Il a honoré sa première cape internationale avec l'équipe d'Algérie le 2 juillet 2022 en tant que titulaire contre le Sénégal pour le premier match des phases finales de la Coupe d'Afrique, à Aix-en-Provence en France. Le XV aux deux Lions s'impose 35 à 12.
Il est de nouveau titulaire pour la demi-finale contre le Kenya le 6 juillet 2022, défaite 36 à 33,.
Et le 10 juillet 2022 contre le Zimbabwe pour le match pour la 3e place, victoire 20 à 12.
Pour sa première participation à la Coupe d'Afrique, l'Algérie termine 3e.

## Style de jeu
Johan Aliouat a un profil de deuxième ligne complet, à la fois puissant et mobile, il aime se déplacer sur le terrain. Très bon sauteur en touche, il est capable de jouer 4 ou 5. Agressif dans les rucks, il est utile pour protège le ballon et son porteur au sol, avec un gros travail de soutien. Également très actif en défense, avec beaucoup de plaquages. Il est souvent à l’origine des ballons portés grâce à son physique et son abattage sur le terrain.

## Statistiques

### En club
| Saison                      | Club                        | Championnat                 | Championnat | Championnat | Championnat | Coupe d'Europe                         | Coupe d'Europe                         | Coupe d'Europe                         | Coupe d'Europe                         |
| Saison                      | Club                        | Compétition                 | Matchs      | Points      | Essais      | Compétition                            | Matchs                                 | Points                                 | Essais                                 |
| --------------------------- | --------------------------- | --------------------------- | ----------- | ----------- | ----------- | -------------------------------------- | -------------------------------------- | -------------------------------------- | -------------------------------------- |
| 2013-2014                   | Montpellier HR              | Top 14                      | 2           | 0           | 0           | Pas de qualification en Coupe d'Europe | Pas de qualification en Coupe d'Europe | Pas de qualification en Coupe d'Europe | Pas de qualification en Coupe d'Europe |
| 2014-2015                   | Montpellier HR              | Top 14                      | 1           | 0           | 0           | Pas de qualification en Coupe d'Europe | Pas de qualification en Coupe d'Europe | Pas de qualification en Coupe d'Europe | Pas de qualification en Coupe d'Europe |
| Total Montpellier HR        | Total Montpellier HR        | Total Montpellier HR        | 3           | 0           | 0           |                                        |                                        |                                        |                                        |
| 2015-2016                   | US Carcassonne              | Pro D2                      | 18          | 5           | 1           | Pas de qualification en Coupe d'Europe | Pas de qualification en Coupe d'Europe | Pas de qualification en Coupe d'Europe | Pas de qualification en Coupe d'Europe |
| Total US Carcassonne        | Total US Carcassonne        | Total US Carcassonne        | 18          | 5           | 1           |                                        |                                        |                                        |                                        |
| 2016-2017                   | Union Bordeaux Bègles       | Top 14                      | 2           | 0           | 0           | Pas de qualification en Coupe d'Europe | Pas de qualification en Coupe d'Europe | Pas de qualification en Coupe d'Europe | Pas de qualification en Coupe d'Europe |
| 2017-2018                   | Union Bordeaux Bègles       | Top 14                      | 11          | 0           | 0           | Challenge européen                     | 3                                      | 0                                      | 0                                      |
| Total Union Bordeaux Bègles | Total Union Bordeaux Bègles | Total Union Bordeaux Bègles | 13          | 0           | 0           |                                        | 3                                      | 0                                      | 0                                      |
| 2018-2019                   | Biarritz olympique          | Pro D2                      | 15          | 0           | 0           | Pas de qualification en Coupe d'Europe | Pas de qualification en Coupe d'Europe | Pas de qualification en Coupe d'Europe | Pas de qualification en Coupe d'Europe |
| 2019-2020                   | Biarritz olympique          | Pro D2                      | 13          | 0           | 0           | Pas de qualification en Coupe d'Europe | Pas de qualification en Coupe d'Europe | Pas de qualification en Coupe d'Europe | Pas de qualification en Coupe d'Europe |
| 2020-2021                   | Biarritz olympique          | Pro D2                      | 27          | 5           | 1           | Pas de qualification en Coupe d'Europe | Pas de qualification en Coupe d'Europe | Pas de qualification en Coupe d'Europe | Pas de qualification en Coupe d'Europe |
| 2021-2022                   | Biarritz olympique          | Top 14                      | 5           | 0           | 0           | Challenge européen                     | 1                                      | 0                                      | 0                                      |
| 2022-2023                   | Biarritz olympique          | Pro D2                      | 20          | 0           | 0           | Pas de qualification en Coupe d'Europe | Pas de qualification en Coupe d'Europe | Pas de qualification en Coupe d'Europe | Pas de qualification en Coupe d'Europe |
| 2023-2024                   | Biarritz olympique          | Pro D2                      | 9           | 0           | 0           | Pas de qualification en Coupe d'Europe | Pas de qualification en Coupe d'Europe | Pas de qualification en Coupe d'Europe | Pas de qualification en Coupe d'Europe |
| Total Biarritz olympique    | Total Biarritz olympique    | Total Biarritz olympique    | 89          | 5           | 1           |                                        | 1                                      | 0                                      | 0                                      |
| Total                       | Total                       | Total                       | 123         | 10          | 2           | Coupe d'Europe                         | 4                                      | 0                                      | 0                                      |

### Internationales
- International algérien : 3 sélections depuis 2022.
- Sélections par année : 3 en 2022[25],[26],[27].

| Année | Compétition      | Matchs | Points | Essais |
| ----- | ---------------- | ------ | ------ | ------ |
| 2022  | Rugby Africa Cup | 3      | 0      | 0      |
| Total | Total            | 3      | 0      | 0      |

## Palmarès
- Champion de France espoir en 2013 avec le Montpellier Hérault rugby[4].